# Элмхем, Томас
Томас Элмхем, или Томас из Лентона (англ. Thomas Elmham, или Thomas de Lenton, лат. Thomas Elmhamus; 8 апреля 1364 — после 1427) — английский хронист, монах-клюниец, один из летописцев Столетней войны, предполагаемый автор «Рифмованной книги о Генрихе V» (лат. Liber metricus de Henrico V).

## Биография
Вероятно, родился 8 апреля 1364 года в Норт-Элмхеме в Норфолке. С 1389 по 1394 год предположительно обучался в колледже Кингс-Холл в Кембридже, по другим данным, в Оксфорде. 
В 1379 году стал монахом бенедиктинского аббатства Св. Августина в Кентербери, в документах которого упоминается под 1407 годом как казначей. 
Вступил в орден клюнийцев, получив 11 июня 1414 года должность приора Лентонского аббатства близ Ноттингема. Служил  капелланом у короля Генриха V, которого сопровождал в походе во Францию в 1415 году, став очевидцем исторической битвы при Азенкуре.
В 1416 году назначен был генеральным викарием и камерарием в Англии и Шотландии, а в 1426 году — генеральным коммиссаром по имуществам ордена. В том же году оставил место приора в Лентоне, уступив его своему родичу Джону Элмхему. Последнее упоминание о нём в документах датируется 18 февраля 1427 года, вероятно, вскоре после этого он скончался.

## Сочинения
Основным историческим сочинением Элмхема считается «Рифмованная книга о Генрихе V» (лат. Liber metricus de Henrico V), написанная на латыни и преподнесённая королю в 1418 году. Она основана на официальных донесениях и личных впечатлениях автора, и содержит последовательное обоснование прав английских королей на французский престол. Элмхему приписывалось также сочинение «Жизнь и деяния Генриха V» (лат. Vita et Gesta Henrici V), дошедшее до нас в двух редакциях и опубликованное в 1858 году Чарльзом А. Коулом в «Памятниках истории Генриха V» (англ. Memorials of Henry V).  
Автором рифмованной «Жизни и деяний Генриха» Элмхема впервые назвал антикварий Томас Хирн, опубликовавший её в 1727 году. Хотя сам хронист недвусмысленно указывал в своих сочинениях, что составил биографию короля в прозе, а не в стихах. В начале XX века традиционная датировка первой редакции этого сочинения была пересмотрена и его стали датировать 1430-ми годами, когда Элмхема уже не было в живых. С этого времени автора рифмованной биографии Генриха V, которая стала основным источником для «Жизни Генриха V» (лат. Vita Henrici Quinti) Тита Ливия Фруловези, стали называть «Псевдо-Элмхемом».
Тогда же самому Элмхему стали приписывать прозаические «Деяния Генриха V» (лат. Gesta Henrici Quinti), охватывающие период начиная с вступления короля на престол в 1413 году и до 1416 года, опубликованные для Английского исторического общества в 1850 году Б. Уильямсом. Некоторые исследователи, однако, атрибутируют и эти прозаические «Деяния» Жану де Бордену, отвергая авторство Элмхема, датой смерти которого ранее, однако, считали не 1427, а 1440 год. Более полная вторая редакция «Жизни и деяний Генриха V» датируется 1445 или 1446 годом и является наиболее авторитетным и информативным нарративным источником о жизни и деятельности этого короля, особенно в описаниях сражений, переговоров, военной техники и изложении текстов соглашений. Одним из источников её является упомянутое сочинение Тита Ливия Фруловези, что заведомо исключает авторство Элмхема.
Другим историческим трудом Томаса Элмхема является составленная в 1416 году компилятивная «Хроника благородных королей Англии» (лат. Cronica regum nobilium Angiae), охватывающая события начиная с легендарного Брута Троянского и кончая правлением Ричарда II, и основанная, главным образом, на «Истории бриттов» Гальфрида Монмутского и анонимной хронике «Брут» (XIV в.). Она сохранилась в единственной рукописи из собрания Коттона Британской библиотеки под шифром BL, Cotton MS Claudius E.iv и не публиковалась.
Считается также одним из авторов хроники аббатства Св. Августина в Кентербери (лат. Historia Monasterii Sancti Augustini Cantnariensis), составленной около 1441 года на основании сочинений монахов той же обители Томаса Спротта (ум. 1292) и Уильяма Торна (ум. 1397), сохранившейся в автографической рукописи из библиотеки Тринити Холла в Кембридже (Trinity Hall, MS. 1) и опубликованной в 1858 году Чарльзом Хардвиком в академической серии Rolls Series.
Ответственно подходя к отбору своих источников, Элмхем подвергал их уже определённой критике, предпочитая копиям оригиналы, тщательно анализируя последние и даже давая порой их факсимильное воспроизведение.

## Публикации
- Elmhami Liber Metricus de Henrico Quinto // Memorials of Henry the Fifth, King of England. Ed. by Charles Augustus Cole. — London: Longman, Brown, Green, Longmans, and Roberts, 1858. — pp. 78–166.
- Gesta Henrici Quinti. Ed. by F. Taylor & J. S. Roskell. — Oxford, 1975. — pp. xviii–xxiii and iid.